# Peter Landesman
Peter Landesman (11 de marzo de 1963) es un guionista, director y productor de cine, periodista y novelista estadounidense. Ha escrito una gran cantidad de material para The New York Times Magazine, The New Yorker, The Atlantic Monthly y otros, incluidas investigaciones sobre el tráfico mundial de armas, el tráfico sexual, el tráfico de refugiados, el genocidio de Ruanda y la creación y el contrabando de obras de arte y antigüedades falsificadas y robadas. También informó sobre los conflictos en Kosovo, Ruanda, Pakistán y Afganistán después del 11 de septiembre.
Como cineasta, escribió y dirigió los largometrajes biográficos Parkland (2013), Concussion (2015) y Mark Felt: The Man Who Brought Down the White House (2017).

## Filmografía
| Año  | Título                                              | Director | Guionista | Productor |
| ---- | --------------------------------------------------- | -------- | --------- | --------- |
| 2007 | Trade                                               | No       | Sí        | Ejecutivo |
| 2013 | Parkland                                            | Sí       | Sí        | No        |
| 2014 | Kill the Messenger                                  | No       | Sí        | Ejecutivo |
| 2015 | Concussion                                          | Sí       | Sí        | No        |
| 2017 | The Immortal Life of Henrietta Lacks                | No       | Sí        | No        |
| 2017 | Mark Felt: The Man Who Brought Down the White House | Sí       | Sí        | Sí        |